# Reduitsender
Die Reduitsender waren Rundfunksender der Schweizer Armee nach Beginn des Zweiten Weltkrieges.
Die auf der Klewenalp und in Melchsee-Frutt stationierten Mittelwellensender dienten der Rundfunkversorgung der Schweizer Bevölkerung für den Fall, dass die Landessender im Rahmen von Kampfhandlungen zerstört oder erobert worden wären. Für die Anlagen wurden die beiden ca. 80 Meter hohen Sendetürme des einstigen Senders Genf verwendet, welche abgebaut und an den entsprechenden Orten wieder aufgebaut wurden. Es wurden ein 10 kW-Sender (Klewenalp) bzw. ein 25 kW-Sender (Melchsee-Frutt) installiert. Für die Produktion von Radioprogrammen wurde ein unterirdisches Studio in Silenen eingerichtet. 
Die Anlagen der Reduitsender unterlagen der Geheimhaltung und durften nicht auf Ansichtskarten abgebildet werden. 1956 wurde der Reduitsender Melchsee-Frutt wegen Erhöhung des Wasserspiegels des Melchsees in Folge eines Kraftwerkbaus auf den zum Weg zum Bonistock verlegt, wo er bis 1988 stand.